# Mietingen
Mietingen is een plaats en gemeente in de Duitse deelstaat Baden-Württemberg, en maakt deel uit van het Landkreis Biberach.
Mietingen telt 4.459 inwoners.

## Historie
Zie heerlijkheid Mietingen en Sulmingen

## Indeling gemeente
De gemeente bestaat uit 3 Ortsteilen:

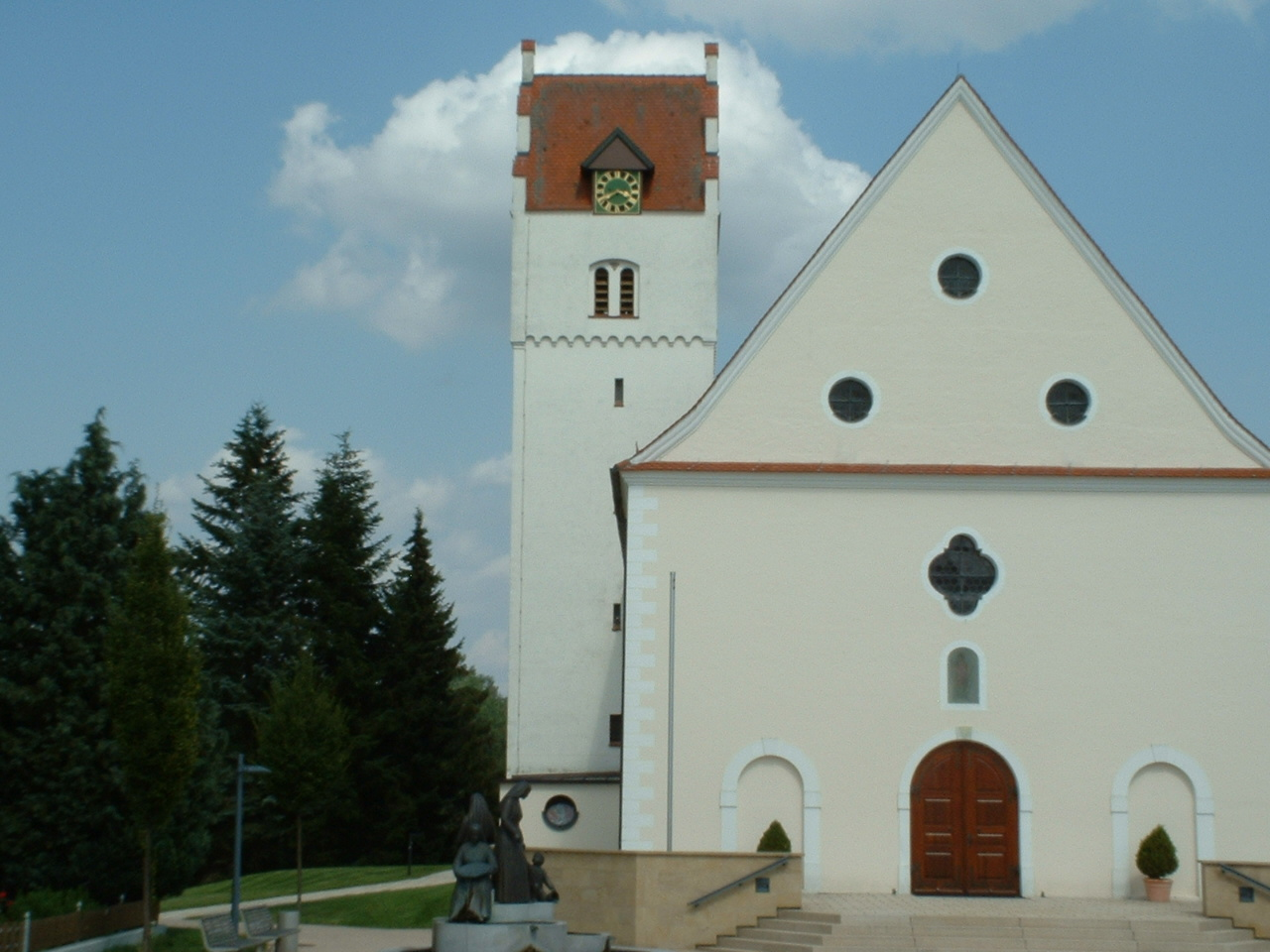
Mietingen, Pfarrkirche St. Laurentius

- Mietingen
- Baltringen
- Walpertshofen

Achstetten ·
Alleshausen ·
Allmannsweiler ·
Altheim ·
Attenweiler ·
Bad Buchau ·
Bad Schussenried ·
Berkheim ·
Betzenweiler ·
Biberach an der Riß ·
Burgrieden ·
Dettingen an der Iller ·
Dürmentingen ·
Dürnau ·
Eberhardzell ·
Erlenmoos ·
Erolzheim ·
Ertingen ·
Gutenzell-Hürbel ·
Hochdorf ·
Ingoldingen ·
Kanzach ·
Kirchberg an der Iller ·
Kirchdorf an der Iller ·
Langenenslingen ·
Laupheim ·
Maselheim ·
Mietingen ·
Mittelbiberach ·
Moosburg ·
Ochsenhausen ·
Oggelshausen ·
Riedlingen ·
Rot an der Rot ·
Schemmerhofen ·
Schwendi ·
Seekirch ·
Steinhausen an der Rottum ·
Tannheim ·
Tiefenbach ·
Ummendorf ·
Unlingen ·
Uttenweiler ·
Wain ·
Warthausen